# 佐世保くんち

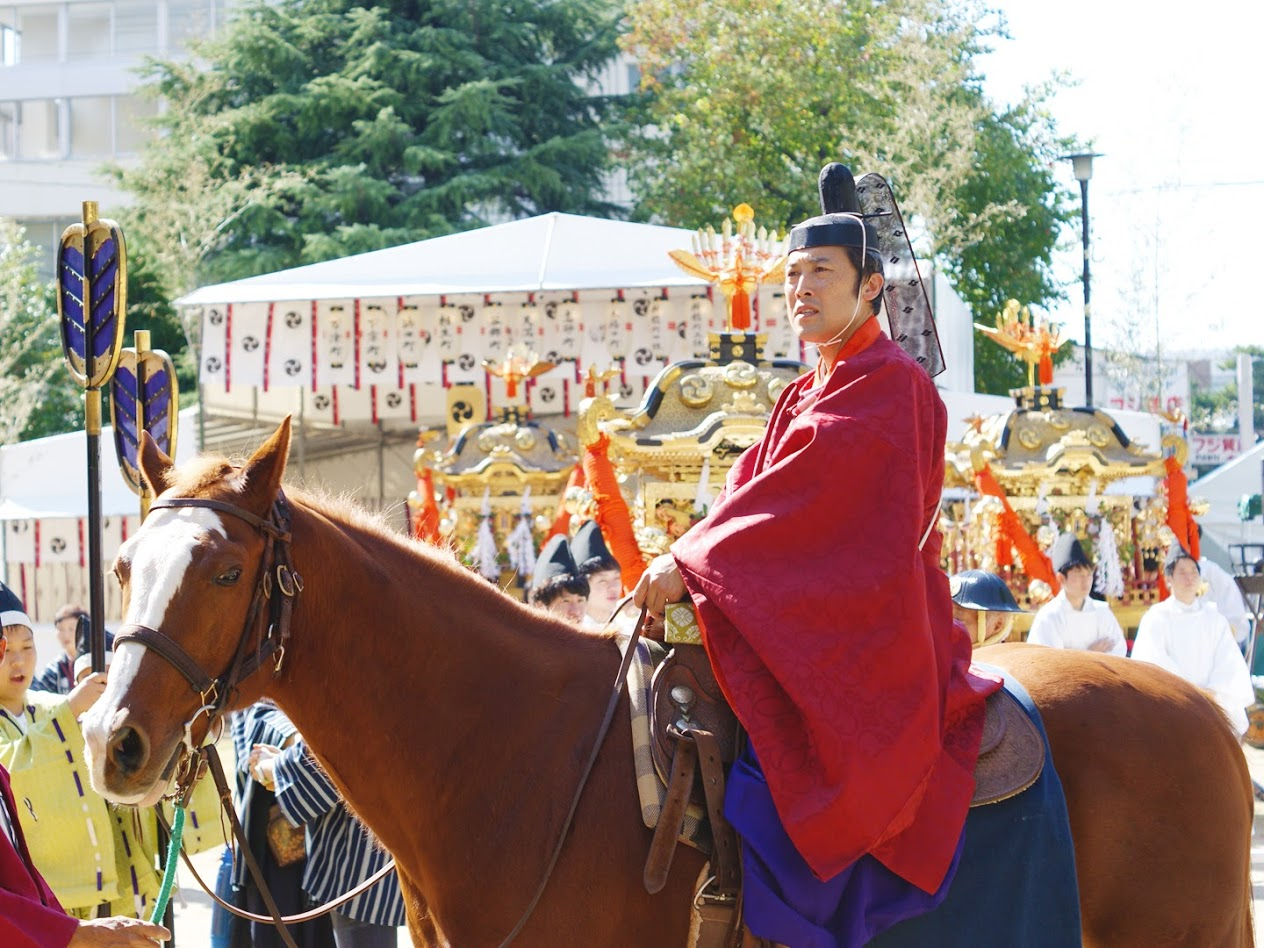
佐世保くんちにて、神馬に乗った宮司の様子。(2017年撮影)

佐世保くんち（させぼくんち）は、長崎県佐世保市にある亀山八幡宮の秋の例祭である。

## 概要
祭りは例年11月1日から11月3日まで行われる。
1日は亀山八幡宮から神輿3台と獅子、神馬に乗った宮司、踊り町の奉納踊り等による御神幸行列の「お下り」が国道35号や四ヶ町・三ヶ町アーケードを通って御旅所が設けられる同市内の松浦公園まで練り歩く。
3日は松浦公園の御旅所より亀山八幡宮まで1日と逆のコースで「お上り」が行われる。この日は御神幸行列に加え三ヶ町商店街有志による「蛇踊り」も行列の後端につき、コース中で踊りを奉納する。

## 歴史
- 2000年（平成12年） - YOSAKOIさせぼ祭りがおくんちさせぼ祭りから独立。
- 2001年（平成13年） - それまでの市民総参加「おくんちさせぼ祭り」が「させぼ祭り」と「佐世保くんち」に分離、現在の姿になる。（「させぼ祭り」は翌2002年限りで中止）
- 2004年（平成16年） - 踊り手不足で1996年限りで中断されていた蛇踊りが三ヶ町商店街有志により復活。